# Muntanyes kurdes
Les muntanyes kurdes (en kurd, چیای کورمنج Çiyayê Kurmênc; en turc, Kurt Dağı) és una regió muntanyosa situada entre el nord-oest de Síria i el sud-est de Turquia. Aquesta zona es troba sota l'administració de la governació d'Alep de Síria i la província de Kilis de Turquia. La muntanya kurda no s’ha de confondre amb la veïna Jabal al Akrad (muntanya dels kurds), situada més al sud-oest cap a la costa mediterrània.
El punt més alt de les muntanyes kurdes és el Girê Mezin (Gran Turó), de 1200 metres.

## Ubicació i descripció
Les muntanyes kurdes formen part del massís calcari del nord-oest de Síria. Les muntanyes són una continuació meridional a l'altiplà d'Alep de les terres altes a la part occidental de l'altiplà d'Aintab. La vall del riu Afrin ressegueix les muntanyes kurdes d'est i sud i les separa de l'plana d'Azaz i el mont Simeó, a l'est, i de la muntanyes de Harim, al sud. La vall del riu Aswad separa les muntanyes kurdes de les muntanyes de Nur a l'oest.
A Síria, és un dels quatre jabal "muntanya" ètnics de l'oest del país, juntament amb el jabal d'al-Ansariyah (muntanyes dels alauites), el jabal Turkman (muntanyes dels turcans) i el jabal al-Duruz (muntanyes dels drusos).

## Demografia
La ciutat principal és Afrin (Efrîn en kurd), a Síria. La zona és coneguda per la seva producció d'oliveres i l'extracció de carbó vegetal. La majoria de la població de les muntanyes són musulmans hanafites, mentre que la majoria dels kurds sirians són musulmans xafiites. Els jazidis també tenen presència a la regió, tot i que des del 2018, amb la guerra, la població d'aquesta minoria s'ha vist greument delmada.
El Sherefname (1592) afirma que l'autoritat dels beis kurds de la regió es va estendre a les localitats d'Antiòquia. A zones de les planes com ara Islahiye, Kırıkhan, Reyhanlı i Kilis hi ha vestigis de presència kurda. A partir de la dècada de 1800 es van establir població kurs a Alep provinent de les Muntanyes kurdes. Si bé altres regions poblades per kurds a Síria van rebre immigrants àrabs i van patir una campanya d'arabització durant els anys 1960, les Muntanyes kurdes van poder mantenir la seva identitat kurda, principalment a causa de la política de bones relacions amb els terratinents i magnats de Damasc.

## Etimologia
El 1977 les Muntanyes kurdes va canviar el nom a l'àrab Jabal al-`Uruba d'acord amb el decret 15801 sirià que prohibia els topònims no àrabs.
La part turca va passar a anomenar-se oficialment Kurt Dağı (Muntanya del Llop), amb un joc de paraules sobre les paraules turques Kürt (kurd) i kurt (llop). A la part siriana durant la dècada de 1980, els noms kurds de la majoria dels pobles d'aquesta regió es van canviar a l'àrab com a part del procés d'arabització.